# تشارلز لان (صحفي)
تشارلز لان (بالإنجليزية: Charles Lane)‏ هو صحفي أمريكي، ولد في 1961 في الولايات المتحدة.